# Martin Schmitt
Pour les articles homonymes, voir Schmitt.
Martin Schmitt, né le 29 janvier 1978 à Villingen-Schwenningen, est un sauteur à ski allemand.
Il commence sa carrière à la Tournée des 4 tremplins en 1996-1997. Il annonce sa retraite sportive à la Coupe du monde de Willingen en 2014. Entre-temps, ce ne sont pas moins de 28 victoires en Coupe du monde, 4 titres mondiaux dont deux en individuel, 3 médailles olympiques ainsi que 2 gros globes de cristal remportés.
Son frère Thorsten Schmitt a pratiqué le combiné nordique à haut niveau.

## Biographie
Martin Schmitt est membre du club SC Furtwangen.
Il est sélectionné pour la première fois dans l'élite du saut à ski lors de la Tournée des quatre tremplins 1996-1997, marquant ses premiers points pour la  Coupe du monde. Il prend part ensuite aux Championnats du monde à Trondheim, où il est quinzième sur le grand tremplin, mais surtout remporte la médaille de bronze par équipes avec Christof Duffner, Hansjörg Jäkle et Dieter Thoma (premier podium d'une longue série).
En 1998, après un premier top dix en Coupe du monde à Zakopane (8e), il honore sa première sélection aux jeux olympiques à Nagano, où il est 19e et 14e en individuel, ainsi que médaille d'argent par équipes avec Sven Hannawald, Jäkle et Thoma. Alors qu'il est 27e de la Coupe du monde en 1998, il explose au plus haut niveau l'hiver suivant, s'imposant sur les trois premiers concours à Lillehammer, puis à Chamonix. Sur la Tournée des quatre tremplins 1998-1999, il domine les concours allemands à Oberstdorf et Garmisch-Partenkirchen, mais perd tout chance de victoire finale en Autriche, où il est au-delà du top dix à Innsbruck et Bischofshofen. Il se reprend très rapidement, pour gagner de nouveau à Sapporo, ainsi que sur trois autres tremplins, dont celui de vol à ski à Planica. Auteur de dix podiums de janvier à mars, il obtient la victoire finale au classement général de la Coupe du monde, devant Janne Ahonen et Noriaki Kasai, en plus du petit globe de vol à ski. Sur les Championnats du monde à Ramsau, il remporte ses premières médailles d'or, à chaque fois sur le grand tremplin, en individuel et par équipes.
La saison 1998-1999 s'achève avec le même résultat pour Schmitt, qui reçoit ici son deuxième globe de cristal en tant que vainqueur de la Coupe du monde. Il y amasse un total de onze victoires en concours, soit son record personnel sur une saison (sur 28 au total), avec des doublés à Zakopane, Engelberg, Iron Mountain et Sapporo.
En 2000-2001, il reste excellent, gagnant six fois en Coupe du monde, mais perd sa place du numéro un mondial au profit d'Adam Malysz, nouvelle star du saut à ski. En revanche, il réalise ses meilleurs championnats du monde à Lahti, où il conserve son titre sur le grand tremplin, battant Malysz de trois points et la compétition par équipes en grand tremplin. Il ajoute une médaille d'argent en petit tremplin individuel (derrière Malysz) et une de bronze en petit tremplin par équipes.
En 2002, il aborde les Jeux olympiques de Salt Lake City avec moins de confiance (deux deuxièmes places seulement), mais lors de cette compétition, il remporte l'unique titre olympique de sa carrière, sur l'épreuve par équipes avec Sven Hannawald Stefan Hocke et Michael Uhrmann, un dixième de point seulement devant les Finlandais. En individuel, il y est septième et dixième, soit ses meilleurs résultats dans des jeux. De retour sur la Coupe du monde, il décroche sa 28e victoire individuelle au tremplin de Lahti. Il est aussi vice-champion du monde de vol à ski plus tard à Harrachov derrière Hannawald.
Sa saison 2003 contraste avec les précédentes, où il échoue à monter sur le moindre podium individuel et obtenir une médaille aux Championnats du monde.

## Palmarès

### Jeux olympiques
| Épreuve / Édition | Nagano 1998 | Salt Lake City 2002 | Turin 2006 | Vancouver 2010 |
| Petit tremplin    | 19e         | 7e                  |            | 10e            |
| Grand tremplin    | 14e         | 10e                 | 19e        | 30e            |
| Par équipes       | Argent      | Or                  | 4e         | Argent         |

### Championnats du monde
| Épreuve / Édition | Épreuve / Édition | Trondheim 1997 | Ramsau 1999 | Lahti 2001 | Val di Fiemme 2003 | Oberstdorf 2005 | Sapporo 2007 | Liberec 2009 | Oslo 2011 |
| Petit tremplin    | Petit tremplin    | 33e            | 7e          | Argent     |                    | 12e             | 16e          | -            | 14e       |
| Grand tremplin    | Grand tremplin    | 15e            | Or          | Or         | 21e                | 16e             | 30e          | Argent       | 16e       |
| Par équipes       | PT                |                |             | Bronze     |                    | Argent          | -            | -            | Bronze    |
| Par équipes       | GT                | Bronze         | Or          | Or         | 4e                 | 5e              | 8e           | 10e          | 4e        |

PT : petit tremplin; GT : grand tremplin

### Championnats du monde de vol à ski
| Épreuve / Édition | Vikersund 2000 | Harrachov 2002 | Planica 2004 | Oberstdorf 2008 | Planica 2010 |
| Individuel        | 6e             | Argent         | 33e          | 15e             | 21e          |
| Par équipes       |                |                | 4e           | 4e              | 7e           |

### Coupe du monde
- 2 gros globes de cristal en 1999 et 2000.
- 2 petits globes de cristal :
  - Vainqueur du classement de vol à ski 1999 et 2001.
- 3e de la Tournée des quatre tremplins 1999-2000 et Tournée des quatre tremplins 2000-2001.
- 66 podiums dans des épreuves de Coupe de monde : 
  - 52 podiums en épreuve individuelle dont : 28 victoires.
  - 14 podiums en épreuve par équipes dont : 2 victoires.

#### Victoires individuelles

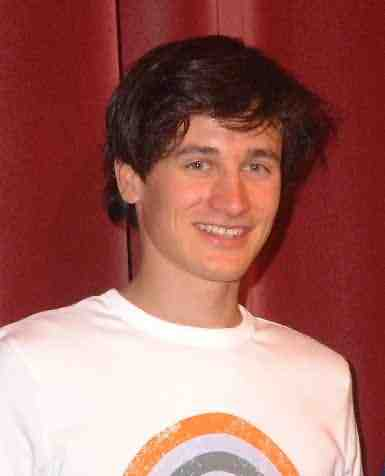
Martin Schmitt en 2004.

| Année | Lieu |
| 1999  | Lillehammer ×2 (Norvège), Chamonix (France), Predazzo (Italie), Oberstdorf (Allemagne), Garmisch-Partenkirchen (Allemagne), Sapporo (Japon), Kuopio (Finlande), Falun (Suède), Planica (Slovénie) |
| 2000  | Kuopio (Finlande), Zakopane ×2 (Pologne), Oberstdorf (Allemagne), Engelberg ×2 (Suisse), Sapporo ×2 (Japon), Iron Mountain ×2 (États-Unis), Lahti (Finlande)                                      |
| 2001  | Kuopio ×2 (Finlande), Oberstdorf ×2 (Allemagne), Hakuba (Japon), Planica (Slovénie) |
| 2002  | Lahti (Finlande) |

#### Classements en Coupe du monde
| Année     | Classement général final |
| 1996-1997 | 55e                      |
| 1997-1998 | 27e                      |
| 1998-1999 | 1er                      |
| 1999-2000 | 1er                      |
| 2000-2001 | 2e                       |
| 2001-2002 | 5e                       |
| 2002-2003 | 23e                      |
| 2003-2004 | 20e                      |
| 2004-2005 | 37e                      |
| 2005-2006 | 39e                      |
| 2006-2007 | 17e                      |
| 2007-2008 | 19e                      |
| 2008-2009 | 6e                       |
| 2009-2010 | 29e                      |
| 2010-2011 | 30e                      |
| 2011-2012 | 65e                      |
| 2012-2013 | 39e                      |
| 2013-2014 | 78e                      |